# Horace Austin
Horace Austin (Canterbury, 15 ottobre 1831 – Minneapolis, 2 novembre 1905) è stato un politico statunitense. Fu governatore del Minnesota dal 9 gennaio 1870 al 7 gennaio 1874. Era repubblicano.
Nato nel 1831 a Canterbury, nel Connecticut, figlio di un agricoltore del Connecticut e diplomato in una scuola privata, Austin, successivamente studiò legge. All'età di 25 anni si trasferì nel Minnesota e iniziò a praticare diritto a Mendota. Sei anni più tardi si iscrisse al Frontier Guards allo scoppio della guerra del Dakota del 1862.
La reputazione di obiettività e il disprezzo per la politica di partito contenzioso rafforzarono la candidatura del giudice Horace Austin come candidato governatore nel 1869. Il sesto governatore del Minnesota fu determinato a portare il potere legislativo contro i baroni della ferrovia. La sua difesa dei passeggeri e delle tariffe e la sua opposizione alla vendita all'ingrosso dell'assegnazione delle terre statali per lo sviluppo della ferrovia, gli valsero un secondo mandato. Ma fu in grado di risolvere completamente i problemi inerenti al controllo di un settore di trasporto in piena espansione e alla lotta contro gli eccessi dei suoi proprietari.
Rimase nella sfera pubblica dopo aver lasciato la carica di governatore, infatti Austin fu terzo auditor del Dipartimento del Tesoro degli Stati Uniti a Washington, e poi commissario di ferrovia. Dedicò i suoi ultimi 16 anni ai viaggi e al riposo nella sua casa sul Lago Minnetonka. Morì nel 1905 a Minneapolis.